# ヘンリー・キング (第3代準男爵)
第3代準男爵サー・ヘンリー・キング（英語: Sir Henry King, 3rd Baronet PC (Ire)、1680年 – 1741年1月1日）は、アイルランド王国の政治家、準男爵。

## 生涯
初代準男爵サー・ロバート・キングとフランシス・ゴア（Frances Gore、1708年以降没、ヘンリー・ゴアの娘）の息子として、1680年に生まれた。1695年8月26日、ダブリン大学トリニティ・カレッジに入学した。
1707年から1727年までボイル選挙区の、1727年から1740年までロスコモン・カウンティ選挙区の代表としてアイルランド庶民院議員を務め、1720年3月19日に兄ジョンが死去すると準男爵位を継承、1733年10月26日にはアイルランド枢密院の枢密顧問官に任命された。
1722年4月、イザベラ・ウィングフィールド（Isabella Wingfield、1764年10月23日没、エドワード・ウィングフィールドの娘）と結婚した。
- ロバート（1724年 – 1755年） - 第4代準男爵、初代キングスバラ男爵
- エドワード（1726年 – 1797年） - 第5代準男爵、初代キングストン男爵、初代キングストン子爵、初代キングストン伯爵

1741年1月1日にオーストリア領ネーデルラントのスパで死去、長男ロバートが爵位を継承した。